# Petăr Veličkov
Petăr Veličkov Jordanov (traslitterazione anglosassone Petar Velichkov Yordanov, in bulgaro Петър Величков Йорданов?; 8 agosto 1940 – 15 luglio 1993) è stato un calciatore bulgaro, di ruolo attaccante.